# Campionati italiani di duathlon sprint del 2012
I Campionati italiani di duathlon sprint del 2012 (V edizione) sono stati organizzati dalla Federazione Italiana Triathlon e si sono tenuti a Tirrenia in Toscana, in data 25 marzo 2012.
Tra gli uomini ha vinto Massimo De Ponti ( Carabinieri), mentre la gara femminile è andata a Annamaria Mazzetti ( Fiamme Oro).

## Risultati

### Élite uomini
| Pos. | Atleta               | Società sportiva       | Corsa   | Bici    | Corsa   | Totale  |
| ---- | -------------------- | ---------------------- | ------- | ------- | ------- | ------- |
|      | Massimo De Ponti     | Carabinieri            | 0:14:31 | 0:30:13 | 0:06:32 | 0:52:20 |
|      | Andrea Secchiero     | Fiamme Oro             | 0:14:30 | 0:30:07 | 0:06:43 | 0:52:28 |
|      | Andrea De Ponti      | Friesian Team          | 0:14:32 | 0:30:08 | 0:06:43 | 0:52:28 |
| 4    | Alex Ascenzi         | Fiamme Azzurre         | 0:14:30 | 0:30:14 | 0:06:46 | 0:52:29 |
| 5    | Fabio Villari        | T.D. Rimini            | 0:14:30 | 0:30:14 | 0:06:51 | 0:52:43 |
| 6    | Alessandro Terranova | Firenze Triathlon      | 0:14:40 | 0:30:02 | 0:06:59 | 0:52:45 |
| 7    | Alessio Picco        | T.D. Rimini            | 0:14:33 | 0:30:11 | 0:06:52 | 0:52:46 |
| 8    | Danilo Brustolon     | Fiamme Oro             | 0:14:33 | 0:30:05 | 0:07:00 | 0:52:48 |
| 9    | Delian Dimko Stateff | Minerva Roma           | 0:14:33 | 0:30:08 | 0:06:59 | 0:52:49 |
| 10   | Fabio Guidelli       | Arezzo Triathlon       | 0:14:38 | 0:30:07 | 0:07:02 | 0:52:55 |
| 11   | Luca Bonazzi         | Freezone               | 0:14:58 | 0:29:51 | 0:07:01 | 0:52:55 |
| 12   | Manuele Canuto       | Fiamme Oro             | 0:14:57 | 0:29:43 | 0:07:16 | 0:52:58 |
| 13   | Andrea D'Aquino      | Carabinieri            | 0:14:37 | 0:30:10 | 0:06:58 | 0:53:00 |
| 14   | Massimo Lavelli      | Freezone               | 0:15:05 | 0:29:37 | 0:07:06 | 0:53:01 |
| 15   | Luca Facchinetti     | Esercito               | 0:14:32 | 0:30:15 | 0:07:02 | 0:53:02 |
| 16   | Davide Bargellini    | Friesian Team          | 0:14:58 | 0:29:47 | 0:07:03 | 0:53:04 |
| 17   | Riccardo De Palma    | Minerva Roma           | 0:15:06 | 0:29:40 | 0:07:08 | 0:53:05 |
| 18   | Michele Insalata     | Nadir on the Road      | 0:14:34 | 0:30:14 | 0:07:05 | 0:53:06 |
| 19   | Fabrizio Baralla     | Triathlon Team Sassari | 0:15:09 | 0:29:39 | 0:07:04 | 0:53:07 |
| 20   | Matteo Pigoni        | T.D. Rimini            | 0:14:56 | 0:29:55 | 0:07:09 | 0:53:08 |

### Élite donne
| Pos. | Atleta                     | Società sportiva             | Corsa   | Bici    | Corsa   | Totale  |
| ---- | -------------------------- | ---------------------------- | ------- | ------- | ------- | ------- |
|      | Annamaria Mazzetti         | Fiamme Oro                   | 0:16:36 | 0:34:23 | 0:07:46 | 1:00:03 |
|      | Elena Maria Petrini        | T.D. Rimini                  | 0:16:36 | 0:34:30 | 0:07:57 | 1:00:13 |
|      | Sveva Fascetti             | Minerva Roma                 | 0:16:37 | 0:34:19 | 0:08:00 | 1:00:22 |
| 4    | Giorgia Priarone           | T.D. Rimini                  | 0:16:37 | 0:34:22 | 0:08:08 | 1:00:27 |
| 5    | Sara Dossena               | Triathlon Cremona Stradivari | 0:16:37 | 0:34:35 | 0:08:07 | 1:00:45 |
| 6    | Angelica Olmo              | Pianeta Acqua                | 0:16:37 | 0:34:28 | 0:08:42 | 1:01:05 |
| 7    | Alice Capone               | Triathlon Team Sassari       | 0:17:09 | 0:35:16 | 0:08:13 | 1:02:02 |
| 8    | Gaia Peron                 | Fiamme Oro                   | 0:17:10 | 0:35:12 | 0:08:22 | 1:02:05 |
| 9    | Federica Parodi            | Virtus                       | 0:17:10 | 0:35:12 | 0:08:31 | 1:02:13 |
| 10   | Veronica Signorini         | Triathlon Cremona Stradivari | 0:17:55 | 0:34:28 | 0:08:34 | 1:02:23 |
| 11   | Luisa Iogna-Prat           | T.D. Rimini                  | 0:17:56 | 0:34:27 | 0:08:42 | 1:02:32 |
| 12   | Margie Santimaria          | Fiamme Oro                   | 0:17:55 | 0:34:30 | 0:08:58 | 1:02:46 |
| 13   | Sara Papais                | T.D. Rimini                  | 0:17:32 | 0:34:55 | 0:09:17 | 1:03:09 |
| 14   | Maria Cretu Ana            | Atletica Bellinzago          | 0:17:55 | 0:37:42 | 0:08:38 | 1:05:39 |
| 15   | Nadia Rossi                | T.D. Rimini                  | 0:18:26 | 0:37:05 | 0:09:08 | 1:06:01 |
| 16   | Gisella Locardi            | Piacenza Triathlon Vivo      | 0:17:45 | 0:38:23 | 0:08:32 | 1:06:05 |
| 17   | Chiara Piccinelli          | Aquatica Torino              | 0:18:30 | 0:37:11 | 0:09:24 | 1:06:25 |
| 18   | Maria Grazia Prestigiacomo | Tennis Club Palermo 2        | 0:18:38 | 0:37:31 | 0:08:47 | 1:06:32 |
| 19   | Lara Barucci               | T.D. Rimini                  | 0:18:57 | 0:37:22 | 0:08:54 | 1:06:37 |
| 20   | Lavinia Arpinelli          | Minerva Roma                 | 0:19:17 | 0:37:04 | 0:09:16 | 1:06:57 |